# Kublov
Kublov település Csehországban, a Berouni járásban. Kublov Roztoky és Broumy településekkel határos. Lakosainak száma 674 fő (2024. január 1.).

## Népesség
A település lakosságának változását az alábbi diagram mutatja:
| Lakosok száma | 980  | 920  | 916  | 688  | 653  | 563  | 665  | 658  | 663  | 674  |
|               | 1869 | 1890 | 1921 | 1950 | 1980 | 2001 | 2017 | 2019 | 2022 | 2024 |